# Tubreh Riz, Kermanshah
Tubreh Riz (în persană توبره ريز, de asemenea, romanizat ca Tūbreh Rīz) este un sat din districtul rural Dorudfaraman, în districtul central al județului Kermanshah, provincia Kermanshah, Iran. La recensământul din 2006, populația sa era de 421 de locuitori, în 84 de familii.